# بيز لا ستريتا
بيز لا ستريتا (بالإنجليزية: Piz la Stretta)‏ هو أحد جبال سلسلة جبال الألب ليفينغو ويقع في كانتون غراوبوندن في سويسرا. يحتل المرتبة رقم 176 في قائمة جبال سويسرا من حيث الارتفاع، إذ يبلغ ارتفاعه حوالي 3104 متر، بينما يبلغ ارتفاع نتوء الجبل 314 متر.